# Julius Veselka
Julius Veselka (ur. 8 lutego 1943 w Siesikach w rejonie wiłkomierskim, zm. 26 listopada 2012 w Wilnie) – litewski ekonomista, polityk, minister gospodarki w latach 1992–1994.

## Życiorys
W 1972 ukończył studia na wydziale ekonomiki przemysłu Uniwersytetu Wileńskiego. W 1985 uzyskał stopień kandydata nauk ekonomicznych.
W latach 1962–1965 służył w Armii Radzieckiej. Następnie pracował jako brygadzista w sowchozie, a później jako pracownik leśny. Po ukończeniu studiów był wykładowcą w katedrze ekonomii politycznej Uniwersytetu Wileńskiego. W latach 1975–1978 był naczelnikiem wydziału zaopatrzenia w fabryce konstrukcji metalowych w Wilnie. Od 1978 był zastępcą kierownika wydziału w biurze projektowym do spraw przemysłu mięsnego. W latach 1985–1990 pracował w instytucie ekonomiki i planowania gospodarki narodowej Państwowego Komitetu Planowania Litewskiej SRR, gdzie był kolejno: starszym pracownikiem naukowym, kierownikiem wydziału i wicedyrektorem. Od 1990 pełnił funkcję naczelnika wydziału strategii w Ministerstwie Gospodarki.
W latach 1992–1996 sprawował mandat posła na Sejm. Został wybrany jako kandydat Litewskiej Demokratycznej Partii Pracy. 13 grudnia 1992 objął stanowisko ministra gospodarki. Obowiązki pełnił do 9 czerwca 1994. W latach 1996–2000 prowadził gospodarstwo rolne we wsi Užulaukis.
W 2000 ponownie został wybrany do Sejmu, zdobył wówczas mandat jako kandydat bezpartyjny. W 2002 kandydował w wyborach prezydenckich, uzyskując w pierwszej turze ponad 2% głosów. W latach 2003–2004 zasiadał we frakcji Partii Chłopskiej i Nowej Demokracji. W wyborach w 2004 ponownie znalazł się w parlamencie jako kandydat bezpartyjny z okręgu jednomandatowego (startując jednocześnie z listy krajowej koalicji Rolandasa Paksasa jako przedstawiciel Litewskiego Związku Ludowego). Związał się z frakcją Partii Liberalno-Demokratycznej, przekształconej w partię Porządek i Sprawiedliwość. Publicznie krytykował członkostwo Litwy w Unii Europejskiej i NATO. W wyborach parlamentarnych w 2008 jako przedstawiciel Porządku i Sprawiedliwości kolejny raz wszedł do Sejmu, mandat poselski utrzymał również w 2012. Zmarł wkrótce po rozpoczęciu nowej kadencji parlamentu w redakcji stacji radiowej Žinių radijas, gdzie miał udzielać wywiadu.